# Риба-метелик
Риба-метелик (Pantodon buchholzi) або пантодон — вид прісноводних риб, єдиний представник родини Pantodontidae. У природі зустрічається в тропічній Африці, використовується як акваріумна риба.

## Зовнішній вигляд
Ця маленька рибка завдовжки лише 10-12 см, є родичем таких гігантів прісних вод, як арапаїма, представника родини араванових. Основні морфологічні відмінності риби-метелика від її найближчих родичів, крім розміру, полягають в будові черепа і в положенні черевних плавників, які в неї знаходяться під грудними, а не позаду них.
Приводом для назви цієї рибки послужили її великі, грудні плавці, які нагадують крила, а також здатність, вистрибуючи з води, пролітати невеликі відстані в повітрі. Дальність польоту планеруючої риби-метелика не перевищує 2-3 м. Грудні плавники при цьому залишаються нерухомими і відіграють роль тільки несучих площин. Літати подібно до птахів і метеликам, як думали раніше, рибки-метелики, звичайно, не можуть.
Незвично влаштовані у риби-метелика й черевні плавники. У кожному з них чотири променя значно видовжені, не з'єднані між собою перетинкою і направлені вниз, як довгі, тонкі пальці. Нижній край анального плавника у самиць прямий, а у самців з досить глибоким вирізом. Крім того, у самців середні промені цього плавника потовщені і утворюють трубочку, яка, напевно, є органом для внутрішнього запліднення.
Голова і тулуб риби-метелика зверху дещо сплощені, знизу тіло, яке навпаки, є закругленим на зразок днища човна. Рот великий і спрямований вгору. Спина і боки риби-метелика покриті великою сіро-зеленою лускою, з чередою смужок і плям, що утворюють правильний малюнок. Грудні плавники в середині майже чорні, по краях — світлі.

## Поширення
Риби-метелики мешкають тільки в Західній тропічній Африці, в басейнах річок, що впадають в Гвінейську затоку. Найбільш часто зустрічаються ці рибки у великих стоячих водоймах, які заросли, в річкових старицях, але іноді зустрічаються і в маленьких озерцях, загублених в гущі тропічного лісу.

## Спосіб життя
Велику частину часу риби-метелики плавають біля самої поверхні, підстерігаючи комах, що впали у воду. Але іноді в гонитві за здобиччю, що відлітає, вони вискакують з води, здійснюючи дуже нетривалі польоти.

## Розмноження
Запліднення ікри у риб-метеликів відбувається, мабуть, не у воді, а в тілі самиці. Ікринки, що розвиваються, плавають на поверхні, там же тримається і молодь. Дуже цікавою є поведінка рибок під час нересту.

## В акваріумі
В Європу ці риби були вперше завезені в 1905 р. У неволі риби-метелики приживаються добре. Для утримання цих риб необхідний акваріум невеликої висоти, але з великою площею поверхні. Для однієї пари потрібен об'єм від 50 літрів. Параметри води: температура 25-28°С, твердість dH до 10°, кислотність рН 6,0-7,0. Необхідна фільтрація води та її щотижнева заміна ¼ частини. На поверхні обов'язкова наявність плаваючих рослин та рослин, чиї листя досягають поверхні води.